# USS LST-852
O USS LST-852 foi um navio de guerra norte-americano da classe LST que operou durante a Segunda Guerra Mundial.